# Chrysops subchusanensis
Chrysops subchusanensis är en tvåvingeart som beskrevs av Wang och Liu 1990. Chrysops subchusanensis ingår i släktet Chrysops och familjen bromsar.
Artens utbredningsområde är Sichuan (Kina). Inga underarter finns listade i Catalogue of Life.